# Черепаха и Заяц
«Черепаха и Заяц» (англ. The Tortoise and the Hare) — короткометражный анимационный фильм, основанный на одноимённой Эзоповой басне, из серии «Silly Symphonies» Walt Disney Productions, выпущенный 5 января 1935 года. Мультфильм был удостоен премии «Оскар» в 1935 году в категории «Лучший анимационный короткометражный фильм».

## Сюжет
В отличие от оригинальной басни, которая была просто соревнованием между зайцем и черепахой, в мультфильме происходит большое спортивное событие. Заяц Макс — фаворит гонки, самоуверенный, атлетичный и невероятно быстрый. Его соперник, Черепаха Тоби, наоборот, медлителен и неуклюж, за что дразним. Однако у него есть способность растягиваться, которая оказывается удобной в некоторых ситуациях. Макс говорит Тоби, что он собирается участвовать честно, однако выглядит очевидным что Макс собирается просто унизить своего соперника. Гонка начинается, и Макс отрывается со старта, а Тоби требуется тычок от стартера чтобы начать бежать.
Макс доминирует в гонке, проскакивая мимо всего на дороге. Макс решает остановиться, притворяется спящим под деревом лишь для того, чтобы увидеть, как продвигается Тоби. Тоби, подумав, что Макс действительно спит, тихонько проходит мимо него. Через некоторое время Макс догоняет и пробегает мимо снова.
Немного далее по дороге Макс пробегает мимо девичьей школы. Он останавливается, чтобы поговорить с девочками-зайчишками. Когда Тоби ковыляет мимо, девочки приглашают его остановиться тоже, но Тоби отвечает нет, так как он желает закончить гонку. Макс задерживается, даже несмотря на то, что Тоби теперь на первом месте, ибо он настолько медлителен, что Максу не составит труда догнать его. Макс использует спортивный инвентарь школы, чтобы показать девочкам свои навыки стрелка, бейсболиста и теннисиста.
Только потом Макс слышит крики толпы и понимает что Тоби не так уж и далеко от финишной линии. Он прощается с девочками и убегает, по прежнему думая, что выиграет. Тоби видит, что Макс догоняет, и увеличивает свою скорость, растягивая свои ноги. В конце гонки Макс почти завершает гонку, но Тоби растягивает шею и рвёт линию первым. Толпа сбегается и поздравляет победителя, Черепаху Тоби, неся его на руках.

## Появления в других произведениях
- В 1936 году создано продолжение «Возвращение черепахи Тоби».
- Черепаха Тоби встречается в финальной сцене кинофильма «Кто подставил кролика Роджера».
- Тоби и Макс также являются гостями в диснеевском сериале «Мышиный дом».